# Secrétariat d'État à l'Alimentation (Espagne)
Le secrétariat d'État à l'Alimentation d'Espagne (en espagnol : Secretaría de Estado de Alimentación) est le secrétariat d'État chargé de la politique liée à l'alimentation.
Il relève du ministère de l'Agriculture, de la Pêche et de l'Alimentation.

## Titulaires
| Titulaire | Titulaire                     | Début      | Fin        | Parti | Ministre                 |
| --------- | ----------------------------- | ---------- | ---------- | ----- | ------------------------ |
|           | Juan Carlos Guerra Zunzunegui | 19/12/1981 | 04/09/1982 | UCD   | José Luis Álvarez        |
|           | Claudio Gandarias Beascoechea | 13/09/1982 | 13/12/1982 | Sans  | José Luis García Ferrero |